# (5213) Takahashi
(5213) Takahashi es un asteroide perteneciente a la familia de Eos en el cinturón de asteroides, es un asteroide perteneciente al cinturón de asteroides, descubierto el 18 de marzo de 1990 por Kin Endate y el también astrónomo Kazuro Watanabe desde el Observatorio de Kitami, Hokkaidō, Japón.

## Designación y nombre
Designado provisionalmente como 1990 FU. Fue nombrado Takahashi en honor a Kiichiro Takahashi, cuyo padre fundó la compañía Takahashi Seisakujo en el año 1932, que comenzó a producir telescopios astronómicos en el año 1967. Muchos astrónomos japoneses aficionados han descubierto planetas menores usando telescopios fabricados en dicha empresa.

## Características orbitales
Takahashi está situado a una distancia media del Sol de 2,997 ua, pudiendo alejarse hasta 3,153 ua y acercarse hasta 2,840 ua. Su excentricidad es 0,052 y la inclinación orbital 9,491 grados. Emplea 1895,26 días en completar una órbita alrededor del Sol.
Los próximos acercamientos a la órbita terrestre se producirán el 27 de junio de 2034, el 9 de septiembre de 2117 y el 25 de noviembre de 2200.

## Características físicas
La magnitud absoluta de Takahashi es 12,3. Tiene 13 km de diámetro y su albedo se estima en 0,104.